# Th. van de Burgt
Thijmen van de Burgt (Zeist, 29 januari 1926 – aldaar, 25 november 1983) was een dienstplichtig legerfotograaf uit Nederland die werkte bij de Dienst voor LegerContacten (DLC) in Nederlands-Indië. Hij was actief in Indonesië tijdens de Indonesische Onafhankelijkheidsoorlog en maakte vele foto's in de jaren 1947 - 1950. Portretfoto's signeerde hij met "Jimmy", plaats en jaar.
Na de soevereiniteitsoverdracht werd Van de Burgt gevraagd om in Indonesië te blijven om ondersteuning te geven aan de nieuwe regering op het gebied van fotografie. In juli 1953 keerde hij terug in Nederland met zijn vrouw en vestigden zij zich in Zeist aan het Marktplein als fotohandelaar/ fotograaf.

## Boek Soldaat Overzee
Voor het boek Soldaat Overzee, uitgegeven in opdracht van de Dienst voor Legercontacten, reisden correspondent luitenant Ton Schilling, tekenaar H. Vos en fotograaf sergeant Th. van de Burgt naar Bali, Celebes, Nieuw-Guinea, Borneo en Sumatra evenals plaatsen op Java om materiaal te verzamelen over het leven, het werk en de taak van de Nederlandse strijdkrachten samen te stellen.
In december 1947 verscheen de 1e druk, uitgegeven door H.L. Smit & Zoon Uitgevers in Hengelo, een 4e herdruk verscheen in april 1948,  totaal werden 52.000 exemplaren gedrukt. Een 5e herziene druk van Soldaat Overzee (ISBN 90-6289-576-X) verscheen in september 1999. Deze werd door Tom Koopman aangevuld met de biografie van reporter Ton Schilling  en gesponsord door Stichting Dienstverlening Veteranen (huidig Nederlands Veteranen Instituut)

De naam van de schrijver, illustrator en fotoreporter zijn niet vermeld in de boeken. Zij kozen vrijwillig voor de anonimiteit die hen daarmee verbond met de mensen van wie zij de lotgevallen in de tropen in Soldaat Overzee wilden weergeven.

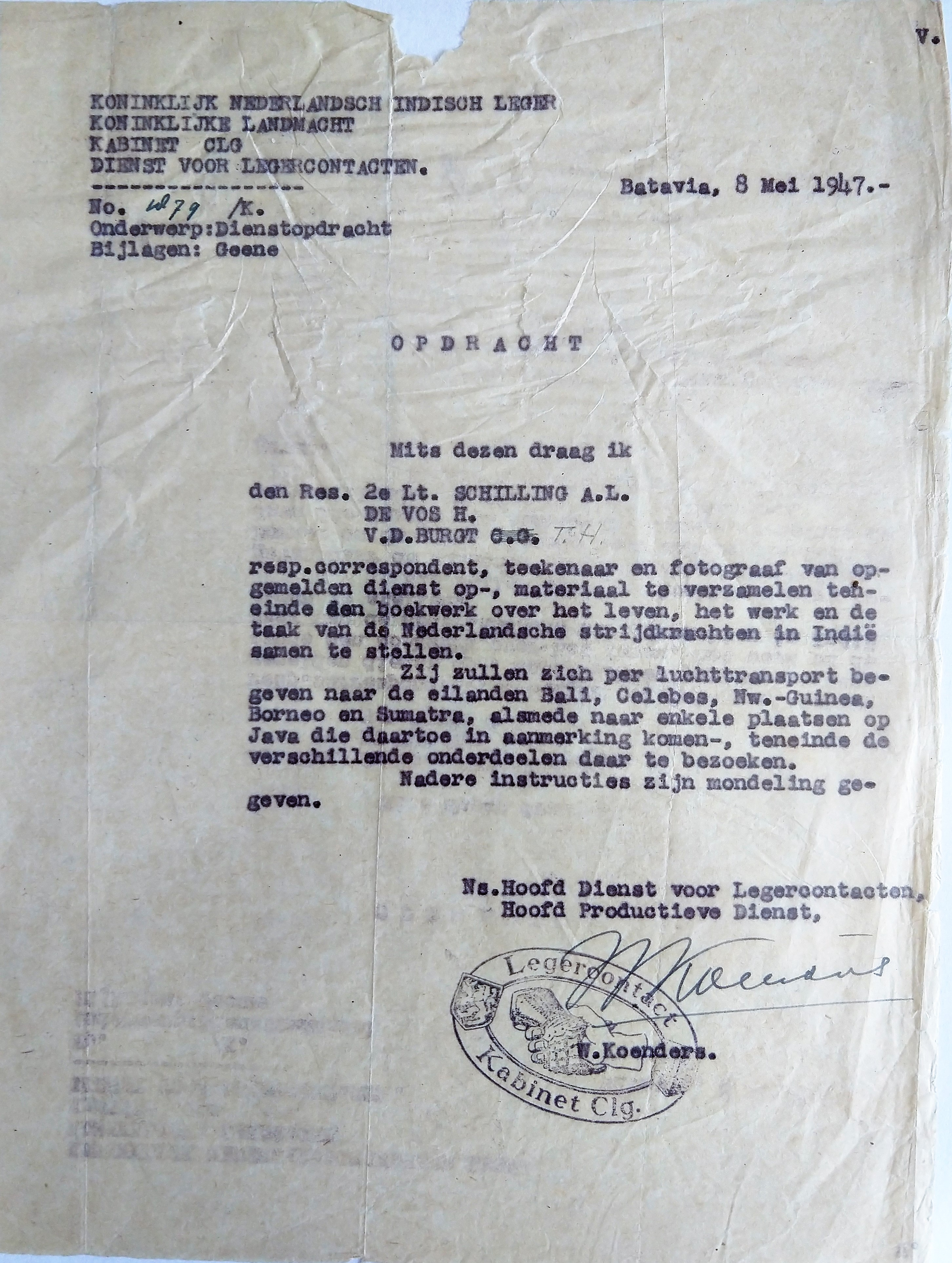
Dienstorder voor boek Soldaat Overzee
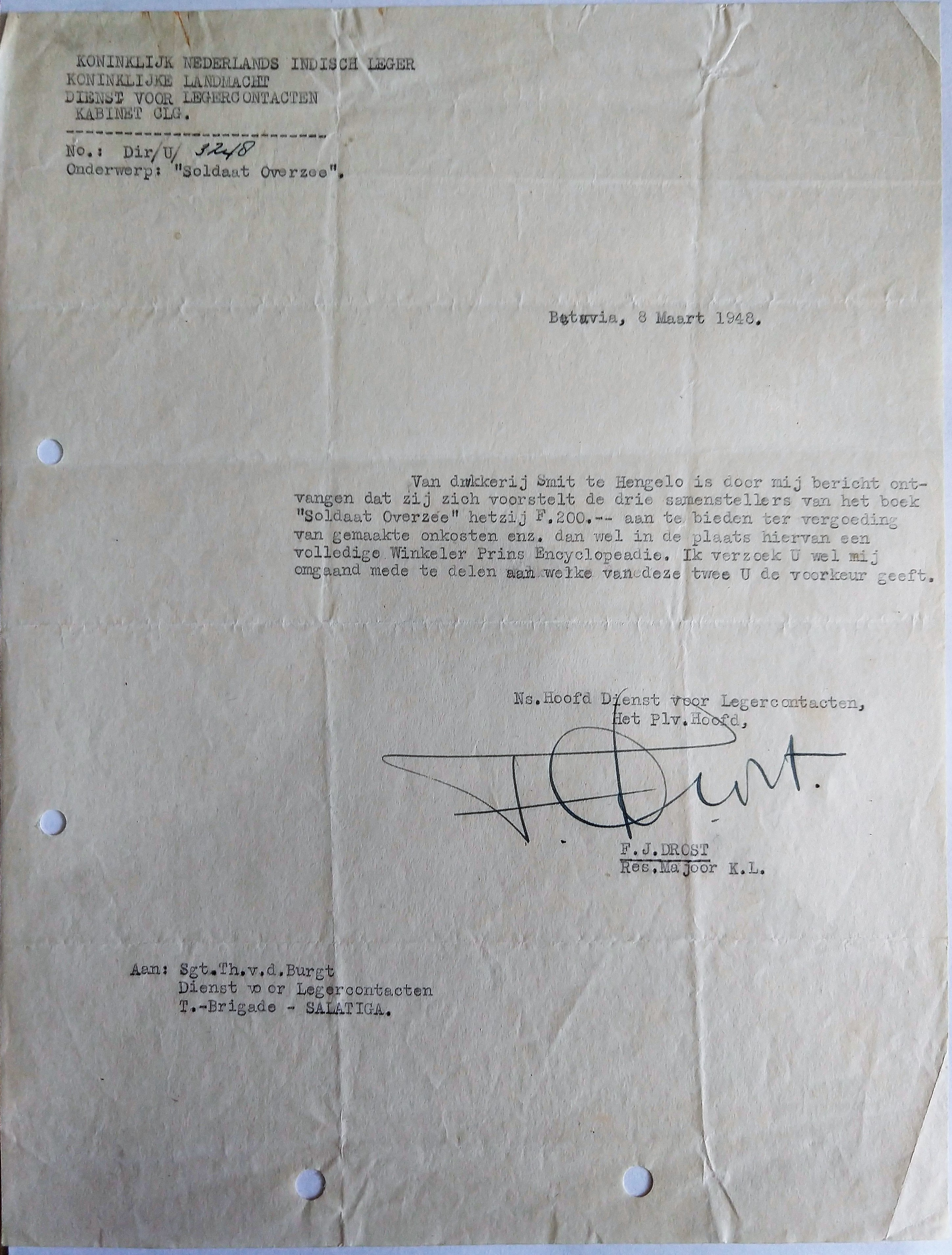
Bedankbrief voor Soldaat Overzee

## Gedenkboek Tijger-brigade KNIL KL
Het gedenkboek Tussen Sawahs en Bergen, het leven van de soldaat in de Tijger-Brigade werd rond Kerstmis 1947 bedacht om later een herinnering te hebben aan het jarenlange samen meegemaakte lief en leed. Een oproep voor materiaal werd gedaan in het weekblad van de Tijger-Brigade de Tijger, uitgegeven door de Dienst Welfare in Semarang van 10 januari 1948. De redactie werd geleid door Ds. majoor A.M. Brouwer. Een ere-comité bestaand uit militairen en burgers uit Semarang zorgde ervoor dat alle bevolkingsgroepen hun steentje bijdroegen en iedere Tijgersoldaat het boek kreeg uitgereikt.
Het boek werd in oktober 1948 in Salatiga door A.M. Brouwer uitgereikt aan kolonel van Langen. Het portret op blz. 3 van commandant T-brigade, kolonel D.R.A. (Rein) van Langen werd in maart 1948 in Salatiga gemaakt. Vele foto's in het boek zijn gemaakt door "Th. v.d. Burgh".

## Enkele foto's van Th. van de Burgt voor de Dienst Legercontacten

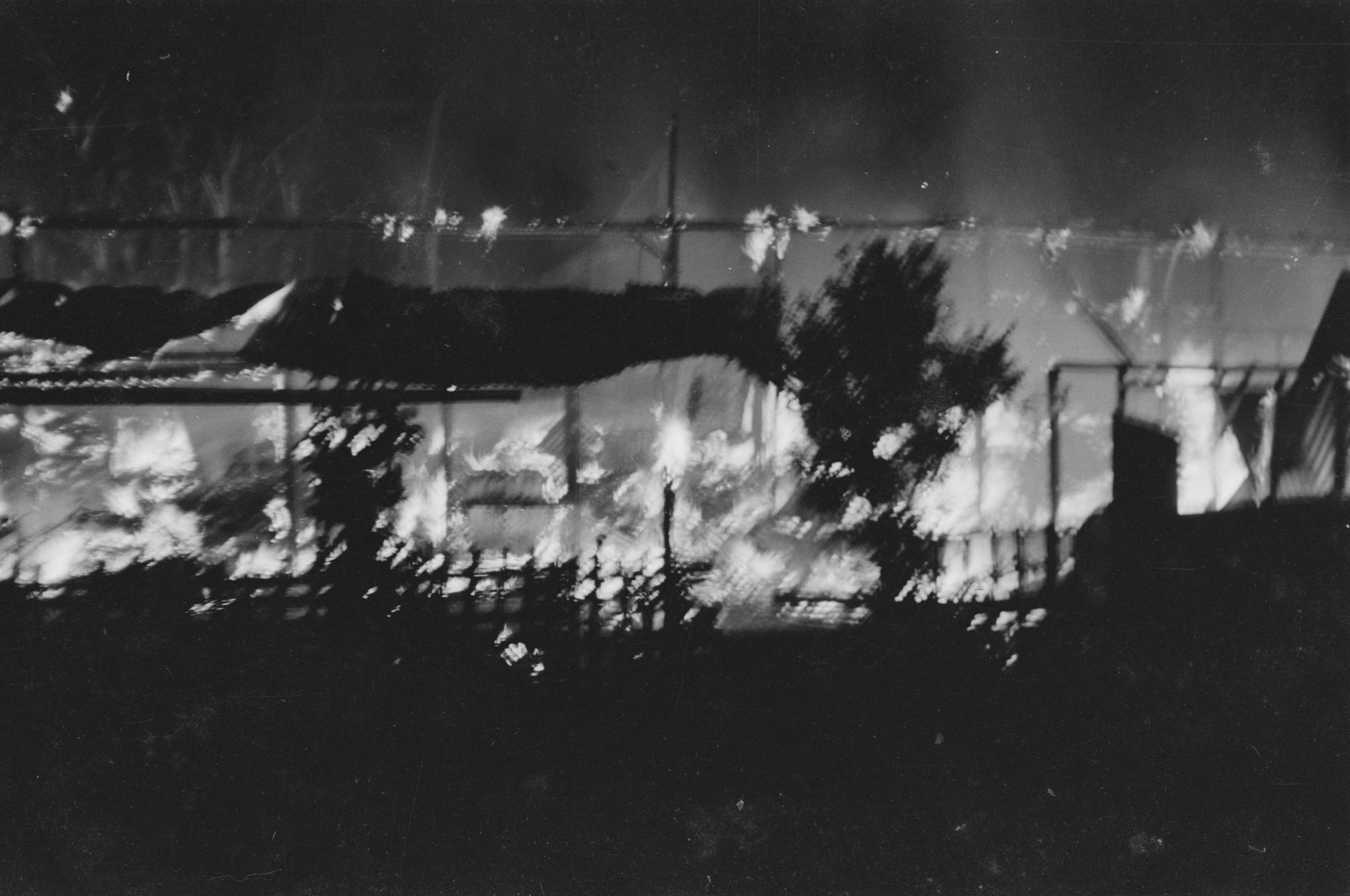
Brandstichting in Salatiga (sept. 1947)
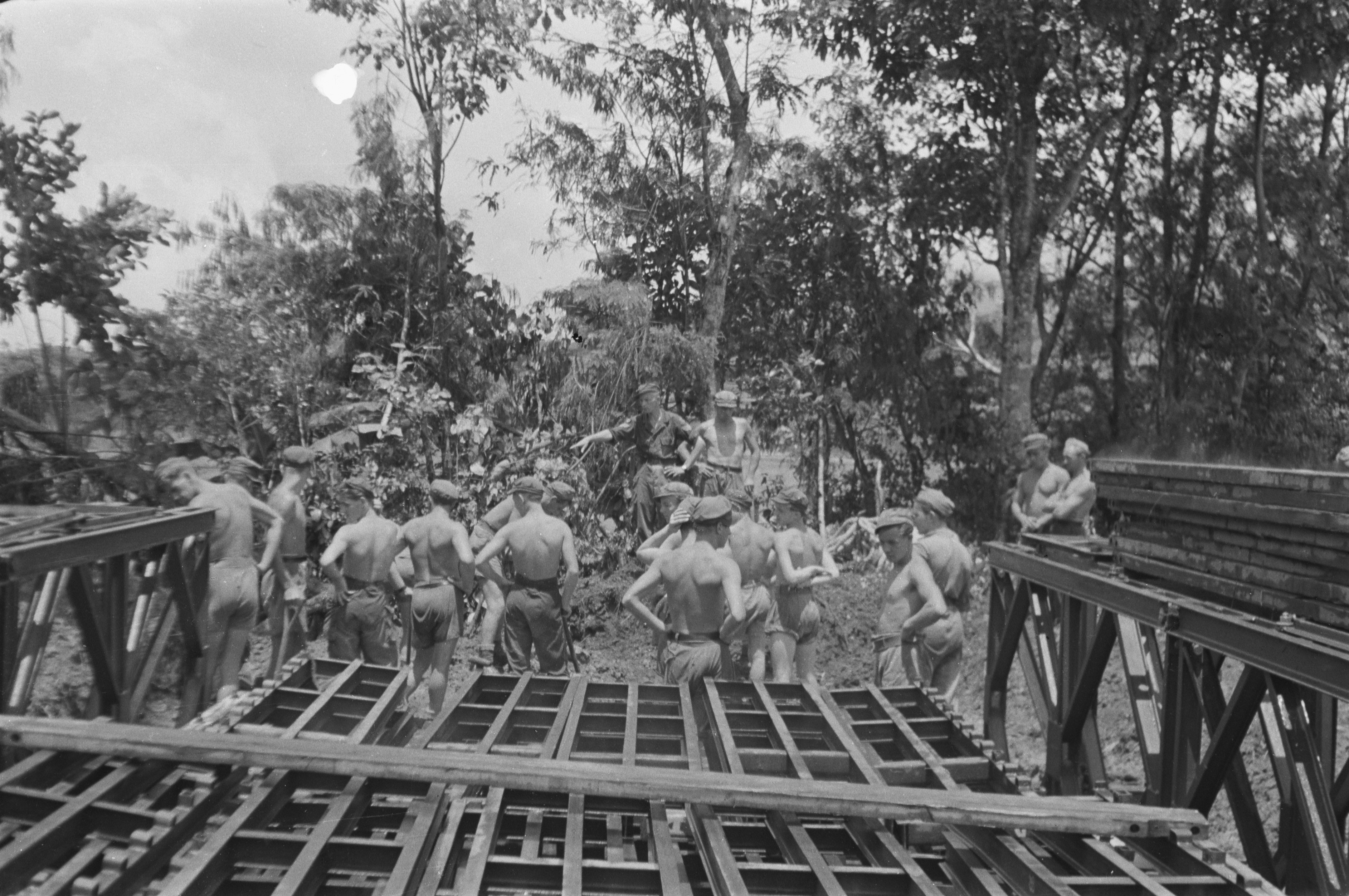
Aanleg van een Baileybrug bij Ladjan (nov. 1947)
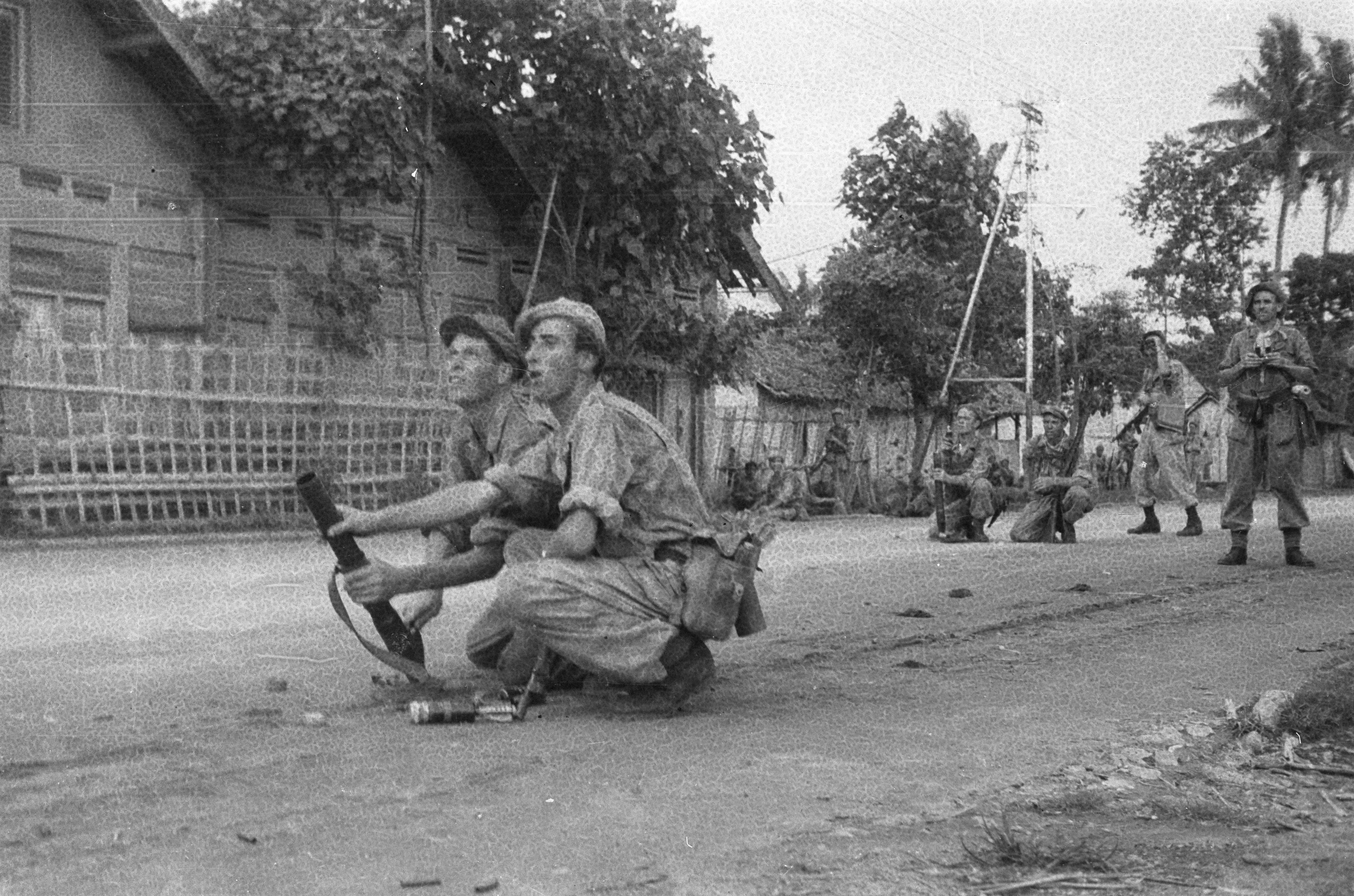
Vuur van Indonesische kant wordt bij de aanval op Djokjakarta met mortieren beantwoord (december 1948)
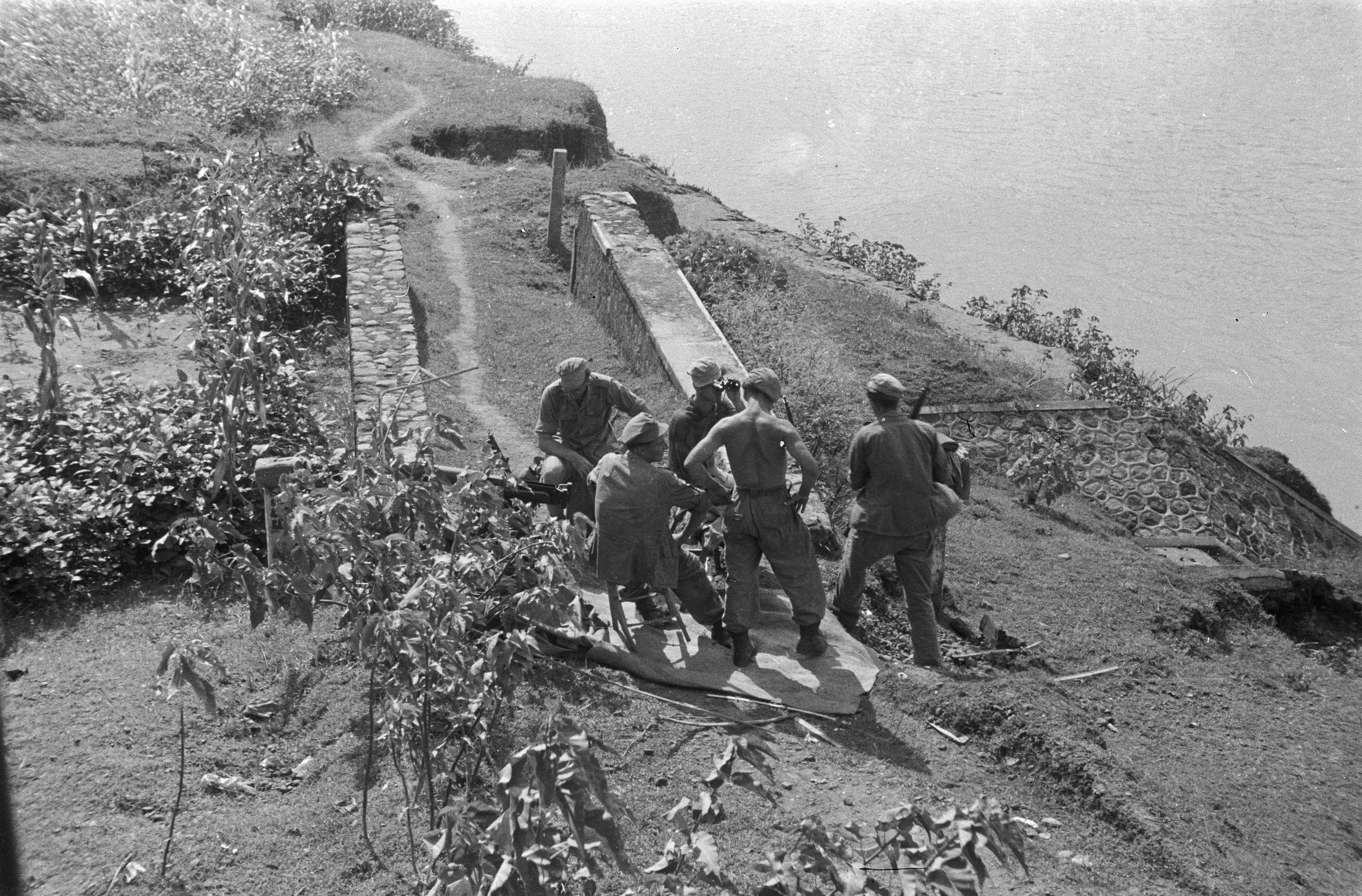
Een mitrailleurpost bij Pacitan (jan. 1949)
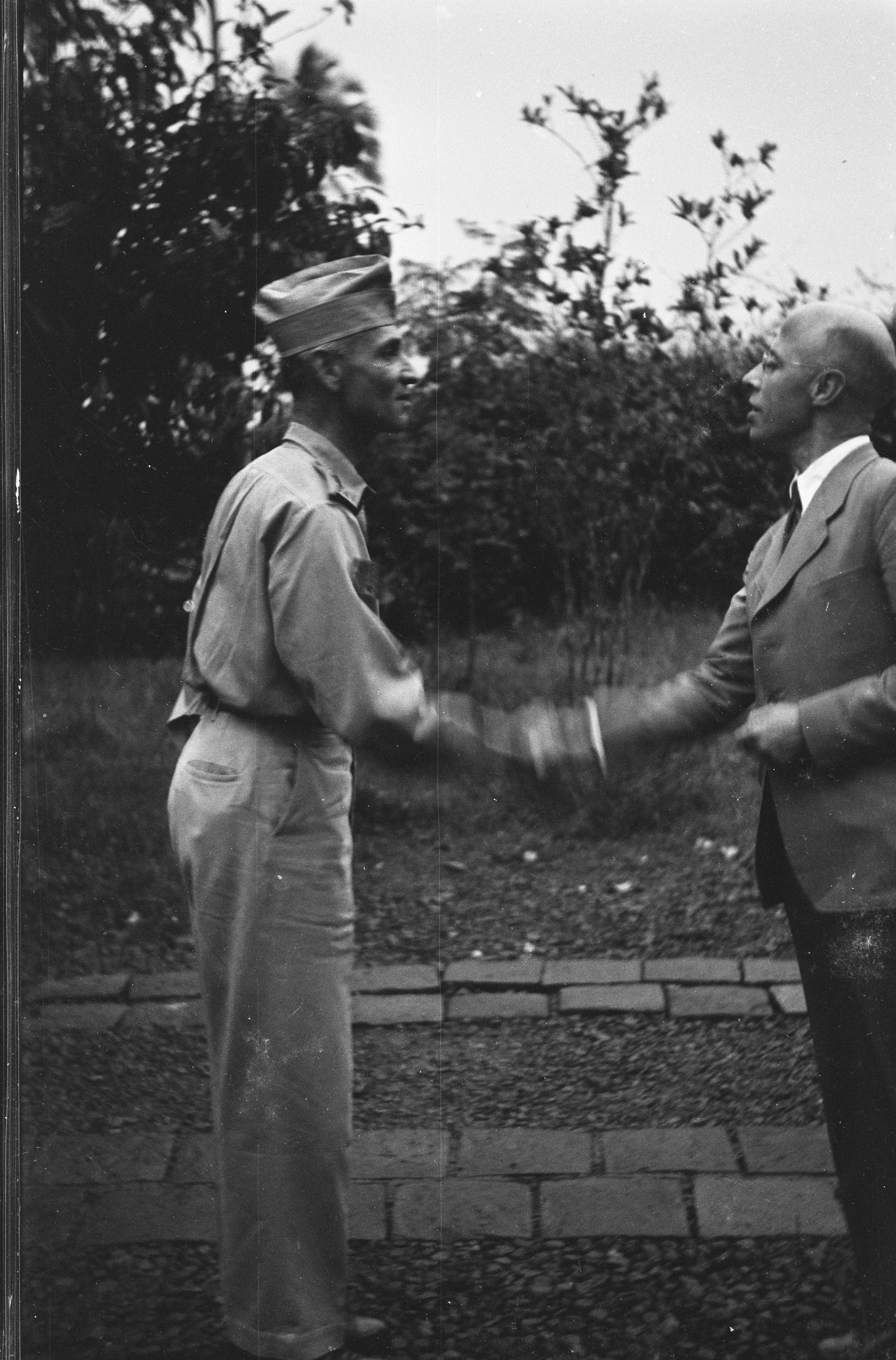
Salatiga, Minister-president Beel schudt Kolonel Van Langen de hand (december 1947)
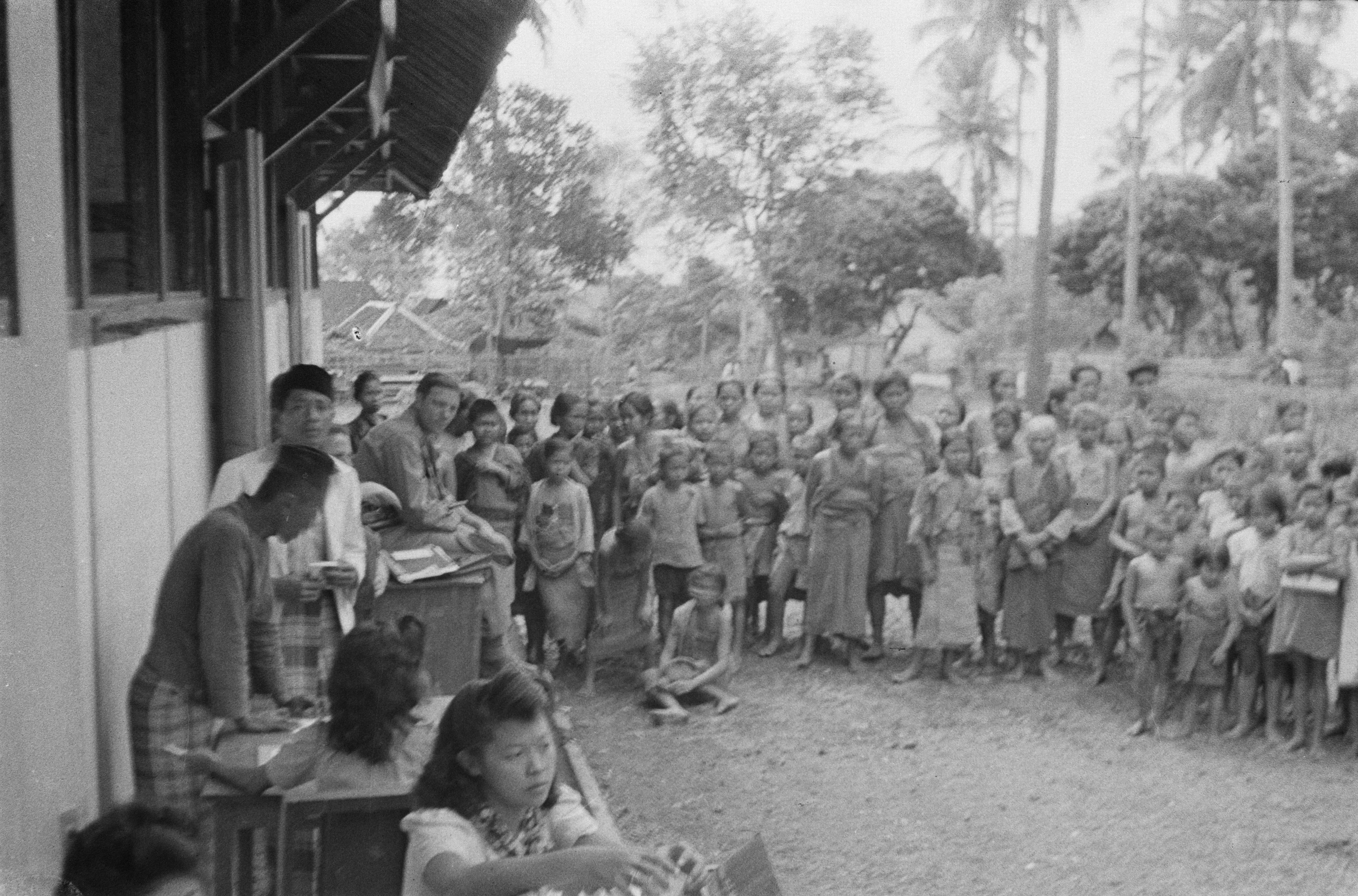
Bringin, kledingverstrekking door het Rode Kruis (september 1947)
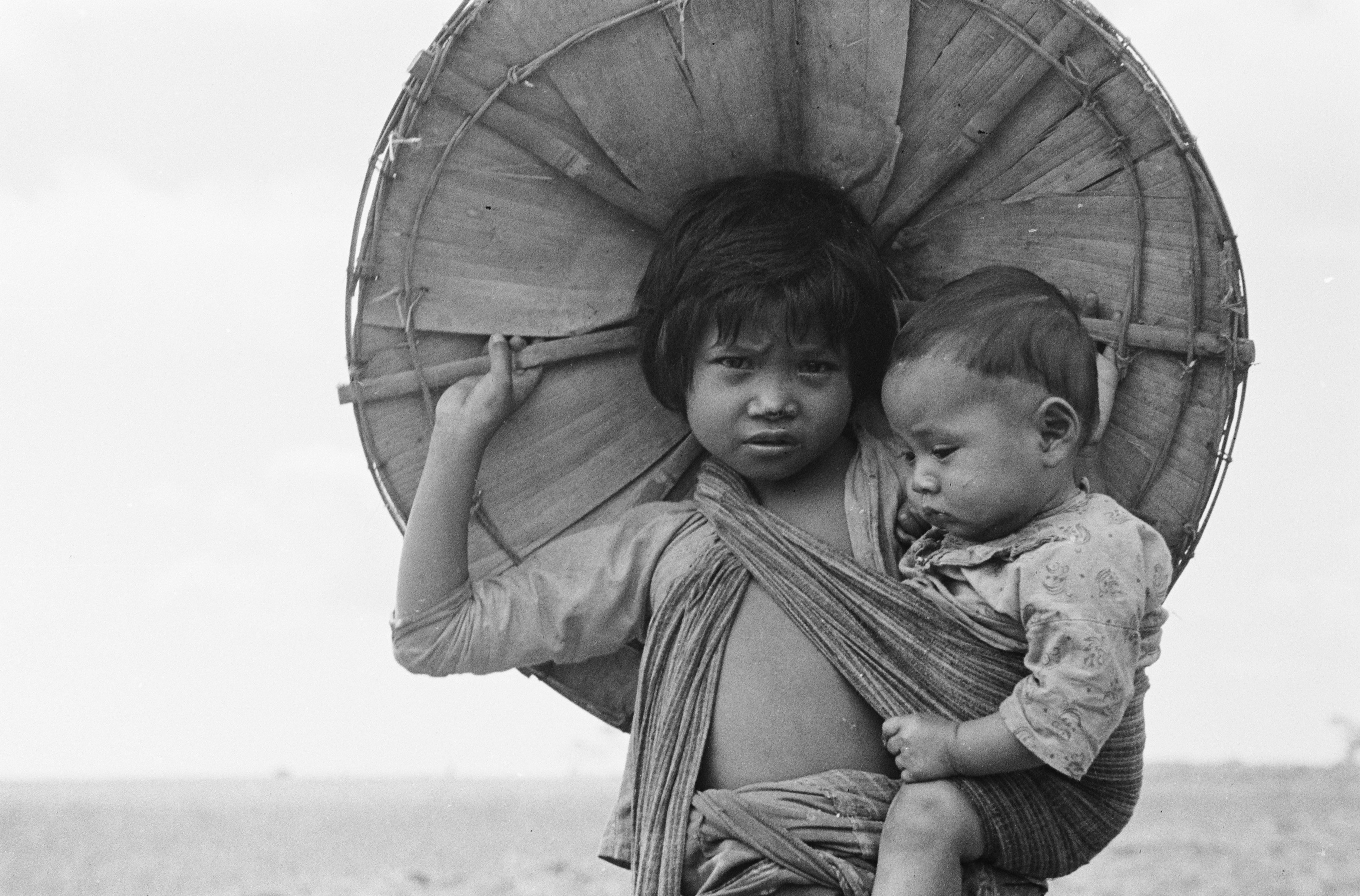
Klein meisje met een baby (maart 1948)
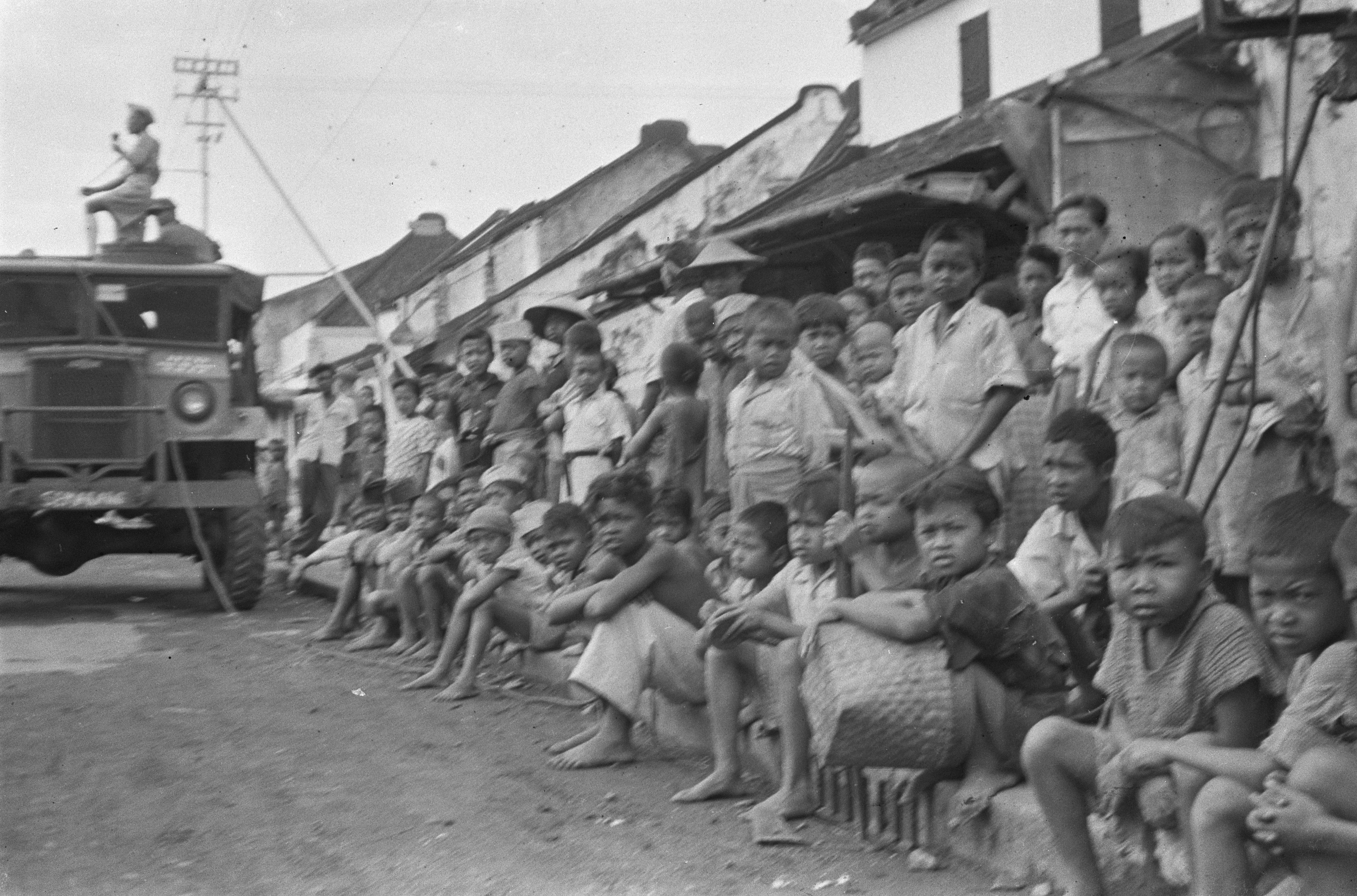
Toespraak tot bevolking via luidsprekers (Salatiga, oktober 1947)
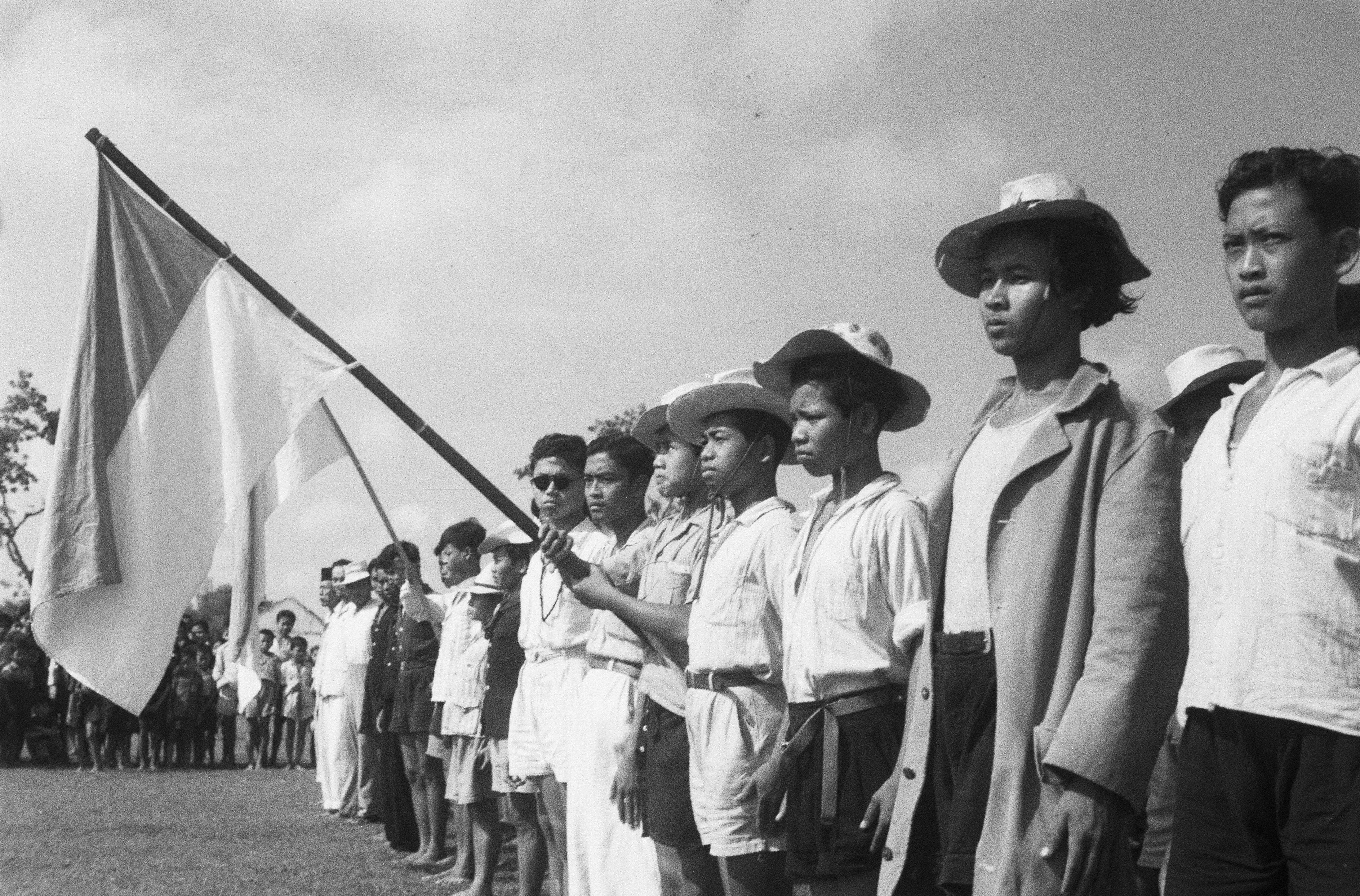
Nederlandse troepen vertrekken: bevolking met Indonesische vlag (nov. 1949)
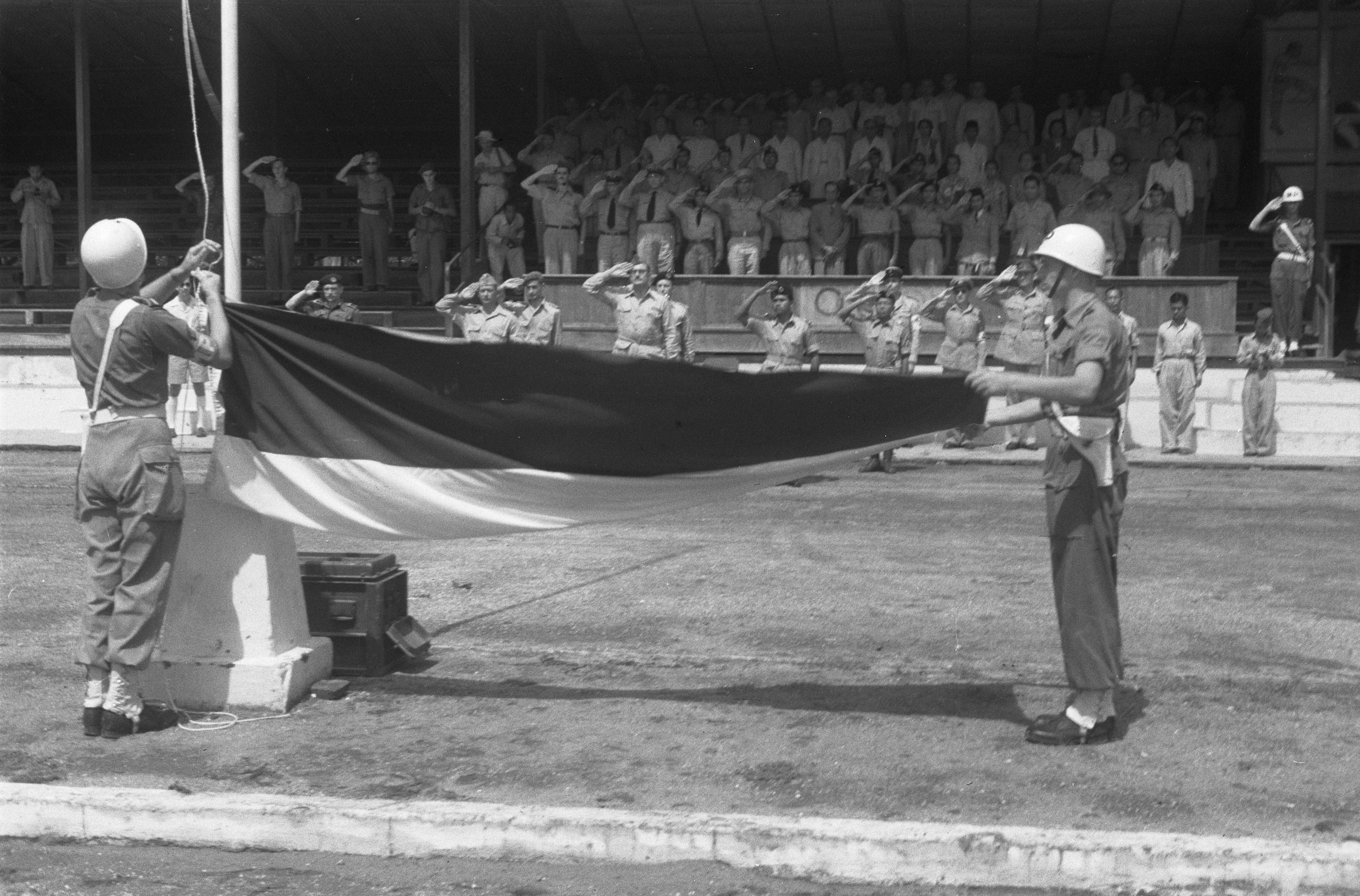
Soevereiniteitsoverdracht Solo, Indonesië 12 november 1949
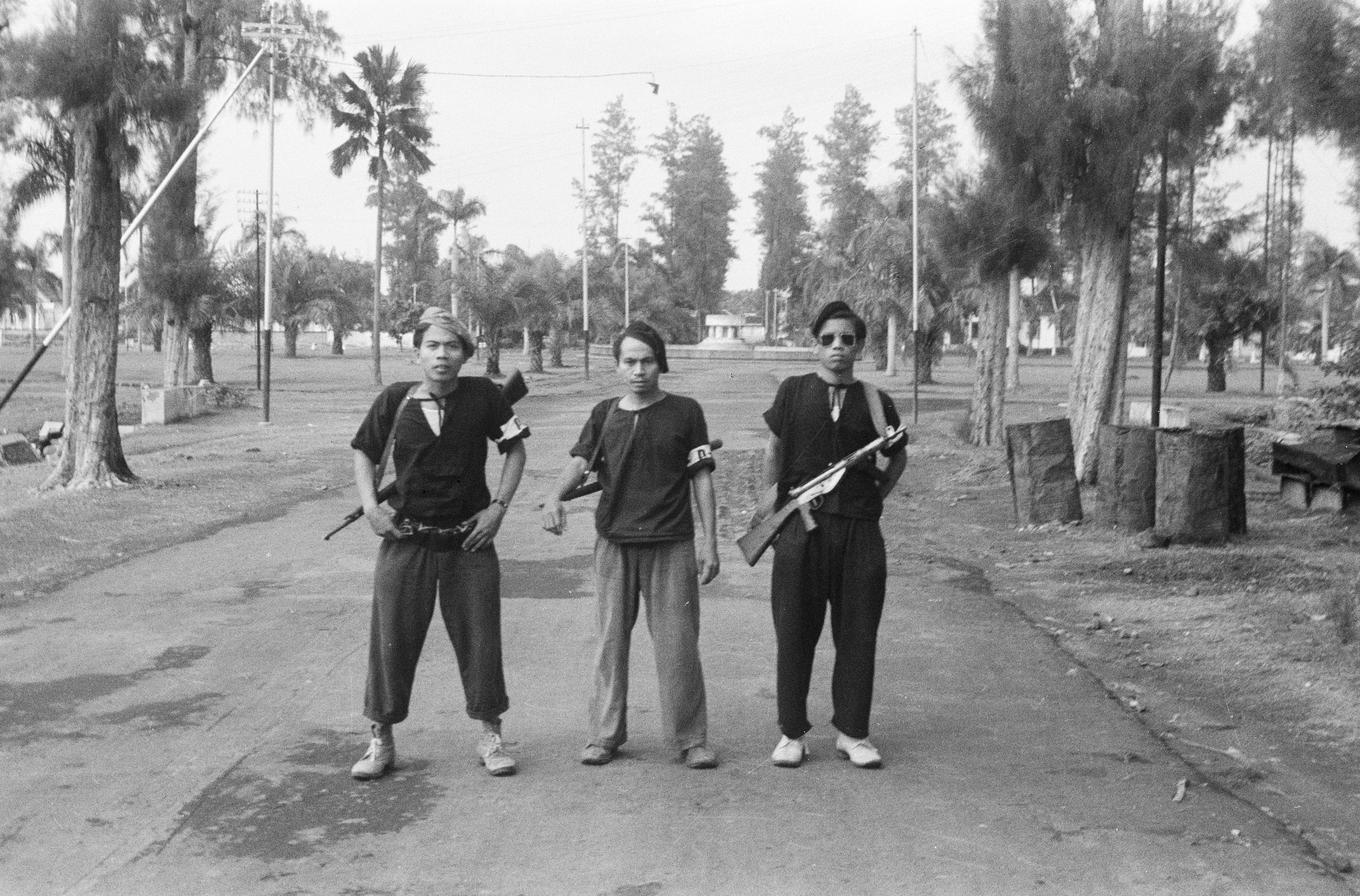
Drie Indonesische strijders (Java)
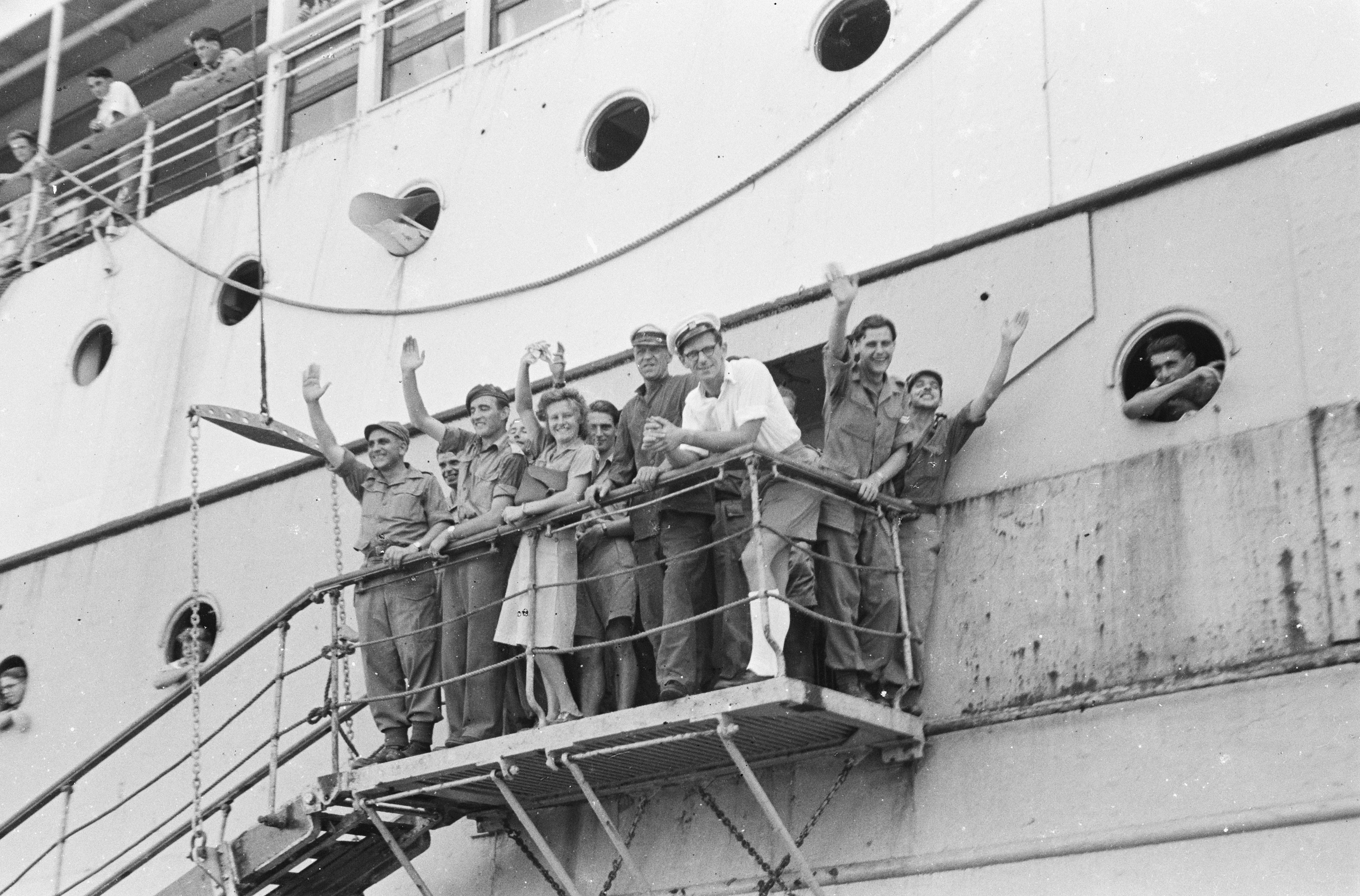
Semarang, voor 2-6 RI zit de Indische tijd er op.
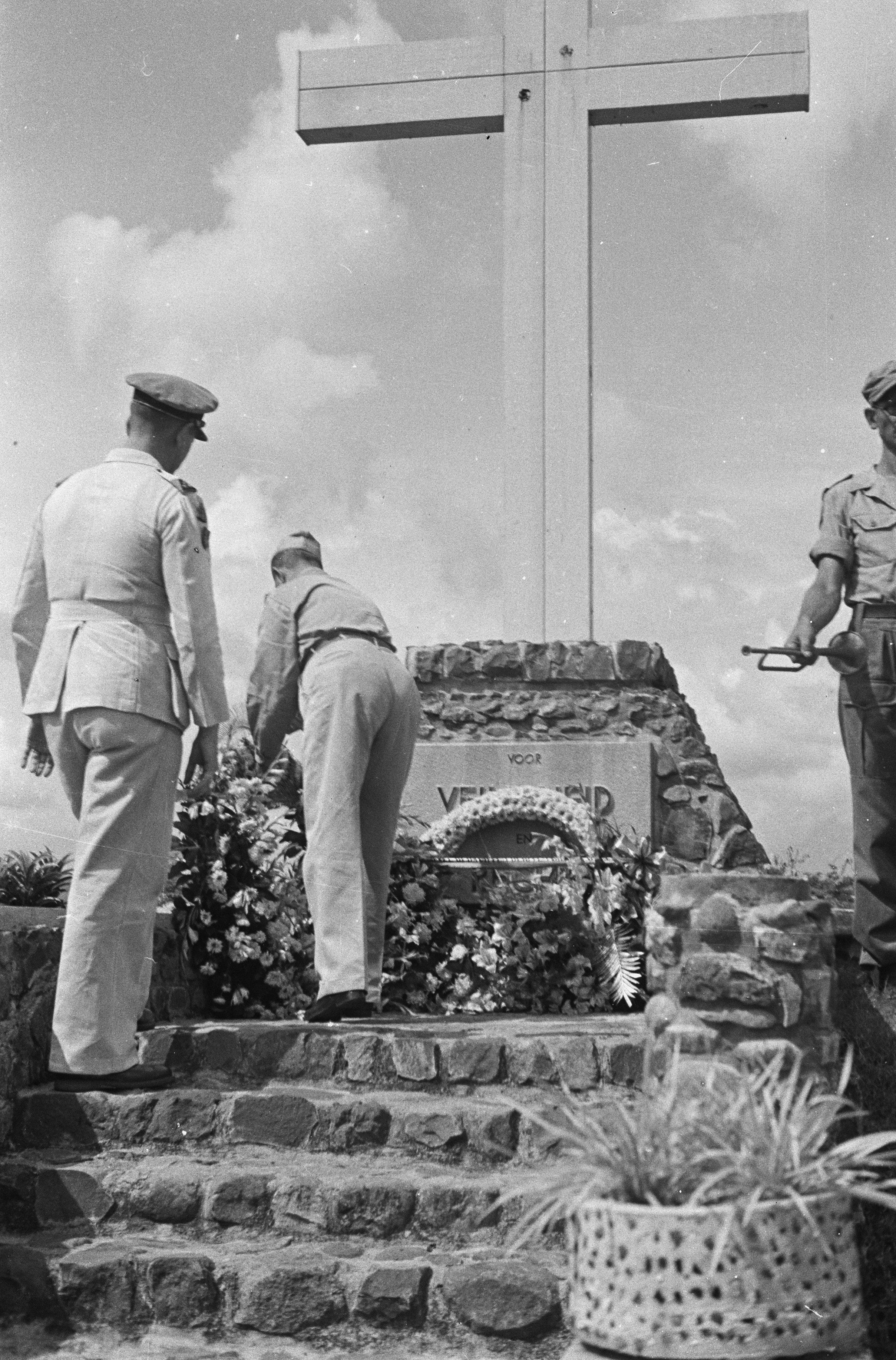
Ereveld Semarang. De Tijgerbrigade herdenkt zijn doden (april 1948)
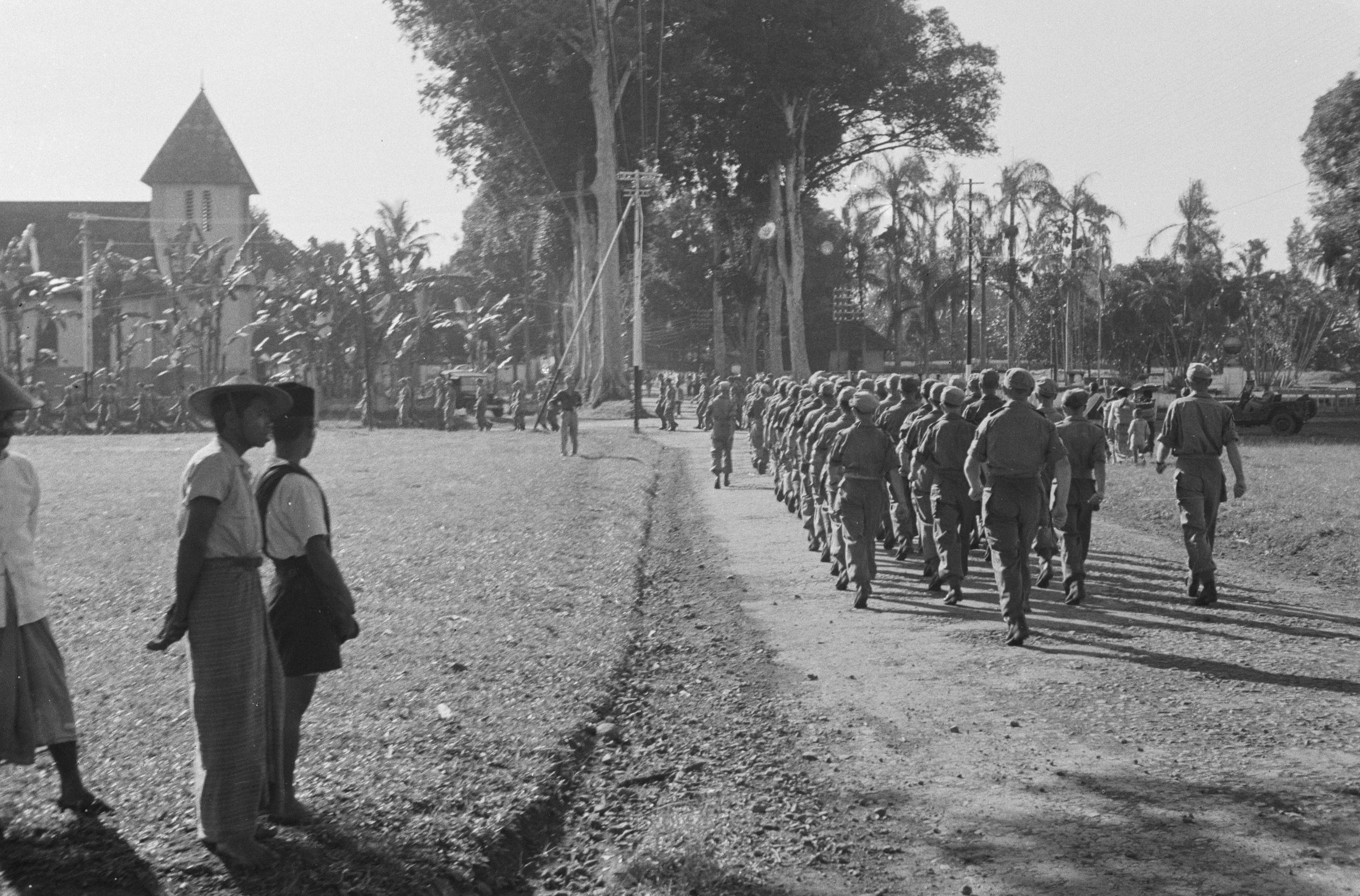
Afmarcheren van de Tijgerbrigade (april 1948)
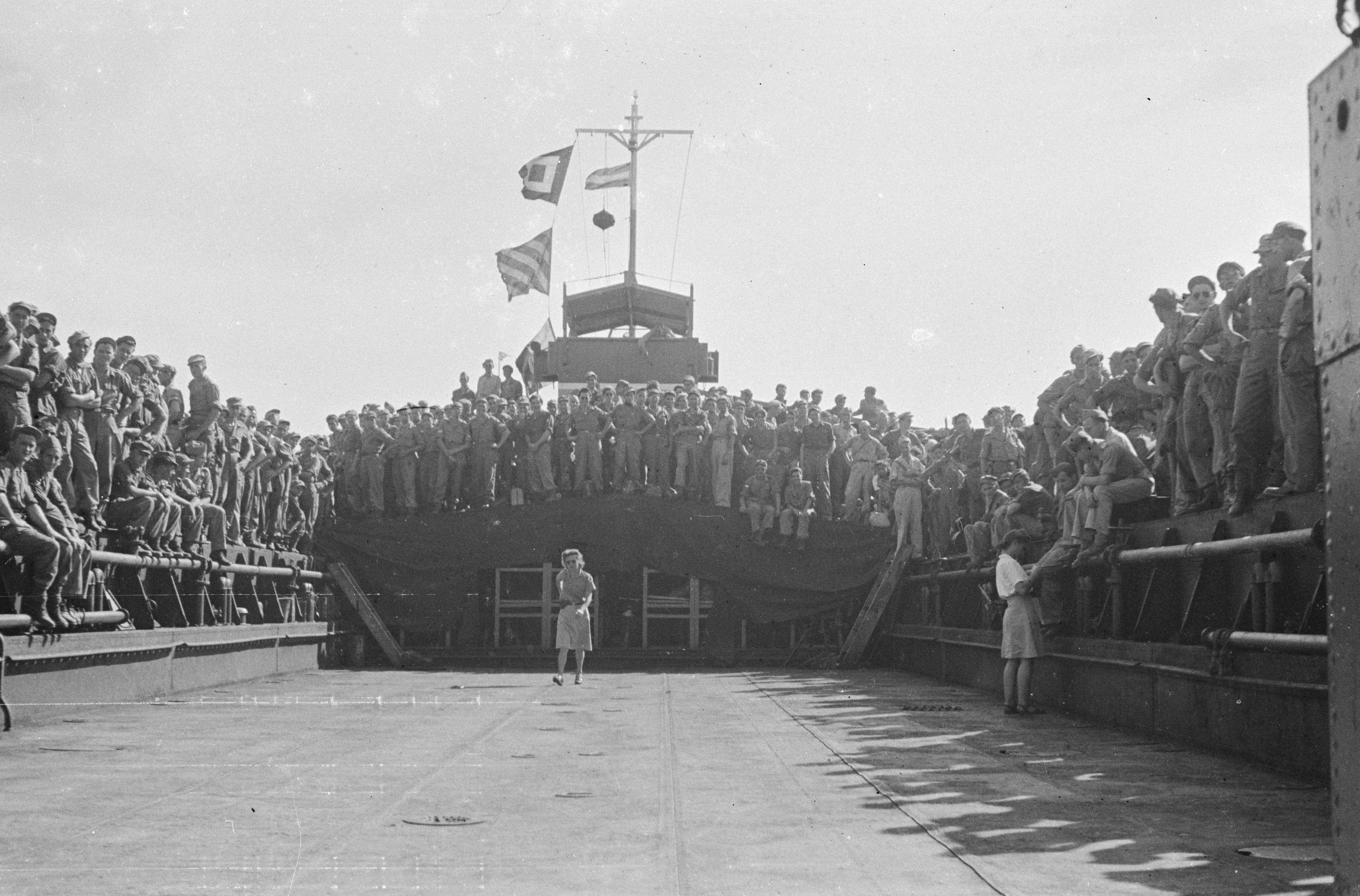
Deel van de Tijgerbrigade vertrekt naar Nederland (april 1948)
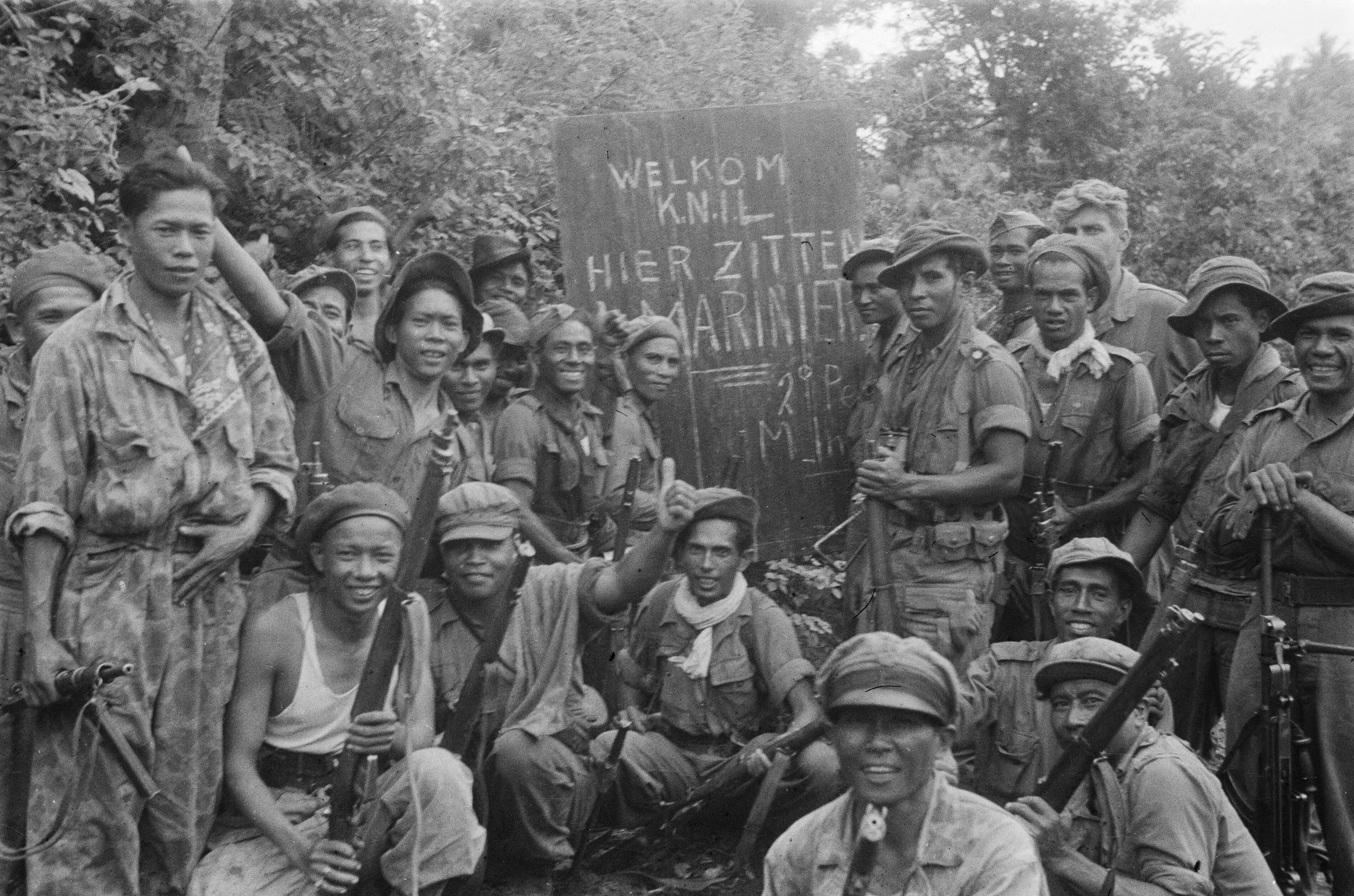
Opmars naar Wonogiri en Patjitan KNIL ontmoet Mariniers (januari 1949)
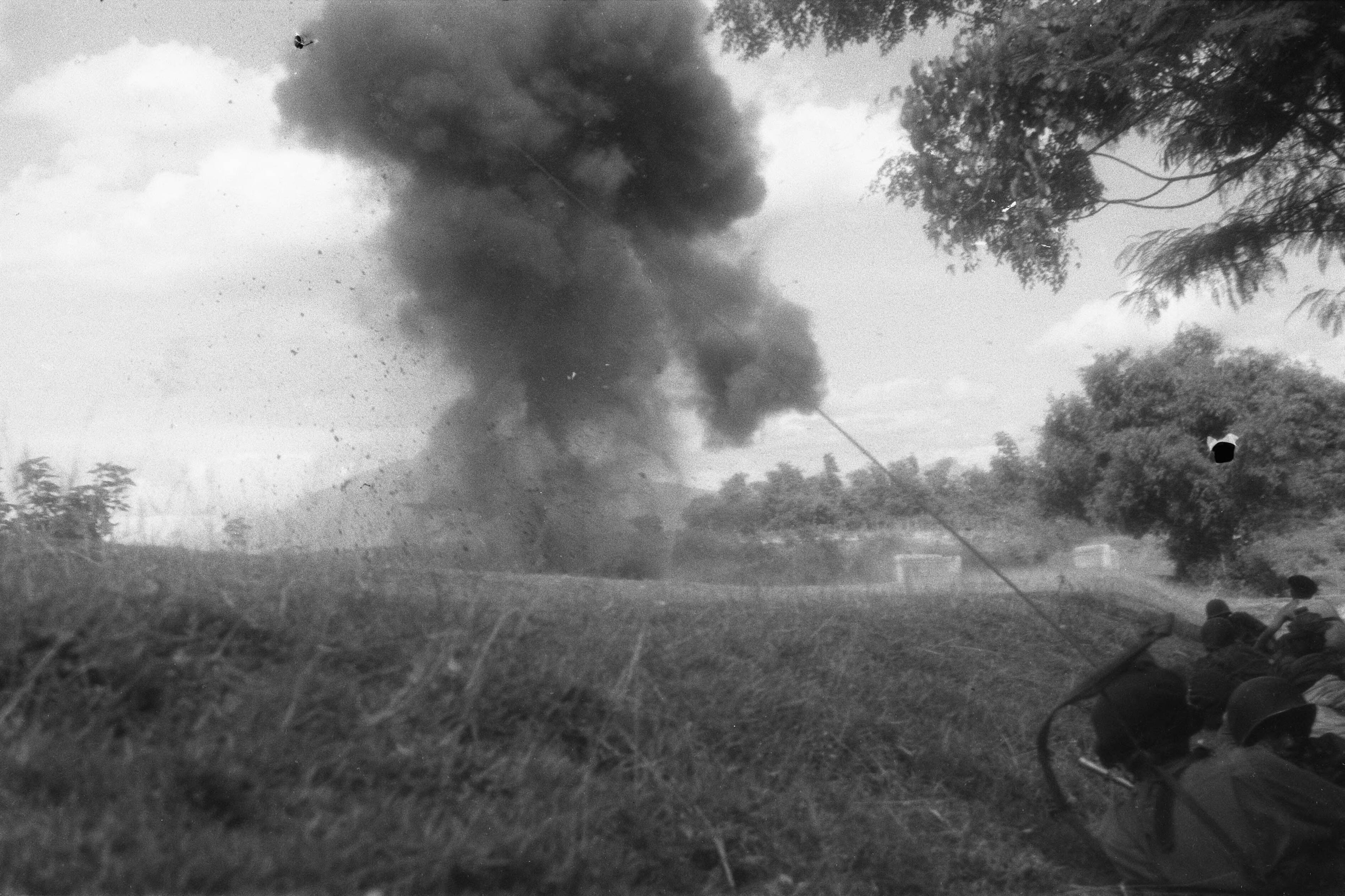
Actie met tanks bij Toba en omstreken (maart 1949)